# Laucha (Saale)
Die Laucha ist ein gut 20 km langer linker Zufluss der Saale im Saalekreis in Sachsen-Anhalt.

## Name
Der ursprüngliche Gewässername Louchaha soll von der Lauch-Pflanze hergeleitet sein.

## Verlauf
Die Laucha entspringt südwestlich von Schafstädt in der Landschaft Querfurter Platte. Nachdem sie Schafstädt durchflossen hat, erreicht der Bach Großgräfendorf, danach Bad Lauchstädt. Weiter bachabwärts tangiert die Laucha Milzau, nimmt ihren Nebenbach Schwarzeiche auf und tritt in den sogenannten Lauchagrund ein. Hier liegen Bündorf und Knapendorf. Bevor der Saale-Zufluss Schkopau erreicht, mündet der zweite Nebenbach ein, der Wertsgraben. Nach Durchfließen des Ortszentrums und Flankieren des Schlosses von Schkopau mündet die Laucha in die Saale.